# Kamienica Estreicherów w Krakowie
Kamienica Estreicherów (także Estreicherówka) – zabytkowa kamienica znajdująca się w Krakowie, w dzielnicy I przy ulicy Poselskiej 8–10, na Starym Mieście.

## Historia kamienicy
Budynek został wzniesiony na początku XIV wieku jako własność krakowskiej kapituły katedralnej. W 1339 mieszkał w nim archidiakon Jarosław. Ostatnim duchownym lokatorem kamienicy był Teodor Sołtyk, zajmujący ją od 1809. Po jego śmierci kapituła sprzedała budynek Maurycemu Rosenthalowi. W 1861 zakupiła go Helena Husarzewska, na której zlecenie został przebudowany, według projektu Feliksa Księżarskiego, na klasycystyczny pałac miejski. W latach 1894–1908 był on własnością Karola (st.) i Stefanii Estreicherów, którzy nabyli go od Andrzeja Lubomirskiego. Od jesieni 1895 do lipca 1898 w kamienicy, w czteropokojowym mieszkaniu na drugim piętrze, wynajmowanym przez ciotkę, swoją pracownię miał Stanisław Wyspiański. W 1905 w budynku ulokowano siedzibę C.K. Inspektoratu Przemysłowego. W przededniu pierwszej wojny światowej jego miejsce zajęła pensja dla dziewcząt, prowadzona przez Towarzystwo Szkoły Ludowej. Po śmierci męża w 1908 Stefania Estreicherowa sprzedała kamienicę miastu. Została ona z czasem połączona wnętrzami z sąsiednim gmachem Magistratu, stając się funkcjonalnie jego częścią. Pomimo to, do dziś pozostaje ona administracyjne oddzielnym budynkiem, posiadającym własny adres. Jej pomieszczenia zajmuje Wydział Kultury Urzędu Miasta Krakowa.
13 marca 1931 kamienica została wpisana do rejestru zabytków wraz z całym kompleksem zabudowań Magistratu.